# Austroglanis
Austroglanis is een geslacht van straalvinnige vissen uit de familie van de rotsmeervallen (Austroglanididae).

## Soorten
- Austroglanis barnardi (Skelton, 1981)
- Austroglanis gilli (Barnard, 1943)
- Austroglanis sclateri (Boulenger, 1901)